# Nettoyage à sec
Nettoyage à sec è un film del 1997 diretto da Anne Fontaine.